# Melitaea mongoligena
Melitaea mongoligena är en fjärilsart som beskrevs av Felix Bryk 1940. Melitaea mongoligena ingår i släktet Melitaea och familjen praktfjärilar. Inga underarter finns listade i Catalogue of Life.